# Urocystografia
Urocystografia - badanie diagnostyczne polegające na wprowadzeniu do pęcherza moczowego środka kontrastowego i następnie wykonanie badania radiologicznego.
Środek kontrastowy wprowadza się pęcherza moczowego przez cewnik wprowadzony przez cewkę moczową.
Odmianą badania jest ureterocystografia mikcyjna, w czasie której dodatkowo obserwuje się zachowanie podanego kontrastu podczas aktu oddawania moczu (mikcji). Ta metoda diagnostyczna służy do oceny ewentualnego cofania się moczu do moczowodów w przypadku istnienia wstecznego odpływu moczu, będącego przyczyną wielu schorzeń dróg moczowych.

Przeczytaj ostrzeżenie dotyczące informacji medycznych i pokrewnych zamieszczonych w Wikipedii.